# Comuna Olari, Prahova
Olari (anterior Ciumați și Olarii Vechi) este o comună în județul Prahova, Muntenia, România, formată din satele Fânari, Olarii Vechi și Olari (reședința).

## Așezare
Comuna se află în sudul județului, în zona de câmpie. Este străbătută de șoseaua județeană DJ101D, care o leagă spre sud de Nuci (județul Ilfov) și spre nord de Râfov și Bărcănești (unde se termină în DN1A).

## Demografie
Componența etnică a comunei Olari
     Români (91,29%)
     Alte etnii (0,17%)
     Necunoscută (8,54%)
Componența confesională a comunei Olari
     Ortodocși (89,77%)
     Alte religii (1,47%)
     Necunoscută (8,76%)
Conform recensământului efectuat în 2021, populația comunei Olari se ridică la 1.769 de locuitori, în scădere față de recensământul anterior din 2011, când fuseseră înregistrați 2.146 de locuitori. Majoritatea locuitorilor sunt români (91,29%), iar pentru 8,54% nu se cunoaște apartenența etnică. Din punct de vedere confesional, majoritatea locuitorilor sunt ortodocși (89,77%), iar pentru 8,76% nu se cunoaște apartenența confesională.

## Politică și administrație
Comuna Olari este administrată de un primar și un consiliu local compus din 11 consilieri. Primarul, Milică Voinescu[*], de la Partidul Social Democrat, este în funcție din 2004. Începând cu alegerile locale din 2024, consiliul local are următoarea componență pe partide politice:
|  | Partid                   | Consilieri | Componența Consiliului | Componența Consiliului | Componența Consiliului | Componența Consiliului | Componența Consiliului | Componența Consiliului | Componența Consiliului | Componența Consiliului | Componența Consiliului | Componența Consiliului | Componența Consiliului |
|  | ------------------------ | ---------- | ---------------------- | ---------------------- | ---------------------- | ---------------------- | ---------------------- | ---------------------- | ---------------------- | ---------------------- | ---------------------- | ---------------------- | ---------------------- |
|  | Partidul Social Democrat | 11         |                        |                        |                        |                        |                        |                        |                        |                        |                        |                        |                        |

## Istorie
La sfârșitul secolului al XIX-lea, comuna purta numele de Ciumați, după satul de reședință, denumit azi Olarii Vechi, și făcea parte din plasa Câmpul a județului Prahova. Cele trei sate componente (Ciumați, Olari și Funari) aveau în total 642 de locuitori, o școală din 1875 în care în 1892 învățau 54 de elevi (din care 4 fete), și o singură biserică ortodoxă, zidită la 1869. În aceeași componență, și cu 1780 de locuitori, arondată plășii Drăgănești a aceluiași județ, o consemnează Anuarul Socec din 1925.
În 1950 a fost inclusă în raionul Ploiești al regiunii Prahova și apoi din 1950 al regiunii Ploiești. Comuna și satul Ciumați au primit în 1964 denumirea de Olarii Vechi. În 1968, comuna Olarii Vechi a fost desființată și inclusă în comuna Gherghița, arondată reînființatului județ Prahova. În 2004, comuna a fost reînființată, sub numele actual de Olari, cu satele Olari, Olarii Vechi și Fânari.